# Фемінізм відмінності
Фемінізм відмінності (англ. Difference feminism) або гендерний фемінізм стверджує, що відмінності між чоловіками та жінками існують, але їх не можна оцінювати, і обидві статі мають рівний моральний статус як особистості: різні, але рівні.
Термін «фемінізм відмінності» виник під час дебатів «рівність проти відмінностей» в американському фемінізмі в 1980-х і 1990-х, але згодом вийшов з популярності та вжитку. У 1990-х феміністки звернулися до бінарної логіки «різниця» проти «рівності» і пішли від неї, зокрема з постмодерністськими та/або деконструктивістськими підходами, які або знищили, або не залежали від цієї дихотомії.
Фемінізм відмінності не вимагав прихильності до статевого есенціалізму. Більшість течій фемінізму не стверджували, що існує біологічний, притаманний, неісторичний або іншим чином «істотний» зв'язок між жіночою статтю та традиційно жіночими цінностями, звичками розуму (званими «способами пізнання») або рисами особистості. Ці феміністки просто прагнули визнати, що наразі жінки й чоловіки істотно відрізняються, і дослідити традиційно знецінювані «жіночі» характеристики.
Деякі феміністки відмінності, наприклад Мері Дейлі, стверджували не тільки різницю чоловіків та жінок і їх цінності та способів пізнання, але й те, що жінки та їхні цінності були вищими за чоловічі. Ця точка зору не вимагає есенціалізму, хоча тривають дебати, чи є фемінізм Дейлі есенціалістським.

## Історія
Фемінізм відмінності був розроблений феміністками у 1980-х роках, частково як реакція на ліберальний фемінізм (також відомий як «фемінізм рівності»), який підкреслював універсальне між жінками та чоловіками, аби відстоювати рівне ставлення до жінок. Фемінізм відмінності, хоча все ще спрямований на рівність між чоловіками й жінками, підкреслював їх відмінності й стверджував, що ідентичність або однаковість не є обов'язковими для того, щоб чоловіки й жінки, а також чоловічі й жіночі цінності мали однакове значення. Ліберальний фемінізм мав на меті зробити суспільство і закон гендерно нейтральними, оскільки він бачив визнання гендерних відмінностей як перешкоду для прав і участі в ліберальній демократії, тоді як фемінізм відмінності вважав, що гендерна нейтральність завдає шкоди жінкам, «або спонукаючи їх наслідувати чоловіків, позбавляючи суспільство їх особливого внеску, або дозволяючи їм брати участь у суспільстві лише на умовах, вигідних чоловікам».

## Есенціалізм і фемінізм відмінності
Дехто стверджують, що думка деяких видатних феміністок другої хвилі, як от психологині Керол Гілліган і радикальної феміністки-теологині Мері Дейлі, є «есенціалістичною». У філософії есенціалізм — це переконання, що «(принаймні деякі) об'єкти мають (принаймні деякі) істотні властивості». У фемінізмі есенціялізм означає, що «жінки» та «чоловіки» мають фіксовані сутності або істотні властивості (наприклад, поведінкові або особистісні риси), які не можуть бути змінені. Однак есенціалістські інтерпретації Дейлі та Гілліган були поставлені під сумнів деякими феміністськими науковицями, які стверджують, що звинувачення в «есенціалізмі» часто використовуються швидше як термін зловживання, ніж як теоретична критика, заснована на доказах, і не зовсім точно зображають погляди Гілліган або Дейлі.